# 島々駅
島々駅（しましまえき）は、長野県東筑摩郡波田町（現・松本市波田）前渕にあった松本電気鉄道（現・アルピコ交通）上高地線の駅である。

## 概要
かつては上高地線の終点駅であり、上高地方面などへのバスが駅前から発着していた。しかし1965年（昭和40年）に隣の赤松駅が梓川3ダム（奈川渡ダムなど）工事の資材運搬拠点となり、さらに翌1966年（昭和41年）にはバスターミナルが整備され新島々駅と改称された後は、新島々 - 当駅間の利用者数は減少した。さらにこの区間は1983年（昭和58年）に台風10号による土砂災害で不通となり、そのまま翌年末に廃止、駅舎は1988年（昭和63年）春に解体された。
駅舎跡地はバス転回所として使用されている。ホームのあった場所は、付け替えられた国道上である。
駅舎解体後、1.3 kmほど離れた新島々駅の向かいに旧島々駅の駅舎を再現した「波田町観光案内所」が建設された。しかし2022年に解体された。

## 歴史
1921年（大正10年）10月に部分開通した筑摩鉄道は、1922年（大正11年）9月26日に島々駅まで延伸開業して全通した。鉄道免許は梓川上流の「竜島」まであったが、着工することはなく、当駅が終着駅となった。北アルプス登山や上高地・乗鞍高原観光への出発拠点駅としてにぎわった。
駅は前渕にあったが、当初から「島々駅」と名づけられた。安曇村（現・松本市安曇）島々の登山基地としての当時の知名度の高さと、山岳観光の入り口としてのイメージから命名されたものであろう（島々集落は島々駅から西へ2 kmほど奥である）。また、筑摩鉄道（後に筑摩電気鉄道、さらに松本電気鉄道に改称）に与えられていた免許区間は、梓川を挟んで島々集落と向かい合う龍島（現・松本市波田竜島）までだったが、工事上の至難さから建設は断念された。
観光客・登山客の増加に伴い、周辺に平地の少ないこの駅では、これらの乗降・乗換客に対応するバス・ターミナル用地の確保が困難であり、旧赤松駅にこの機能を移すことにしてバス・ターミナルを新設、1966年（昭和41年）10月1日に旧赤松駅を新島々駅に改称し、島々駅は無人駅になった。末期は大部分の列車が新島々で折り返すようになり、1日数本のみの運転となっていたこともあって、1983年（昭和58年）9月28日に台風10号による土砂災害の影響で線路上に砂礫が堆積し、列車の運行が不能となった後も復旧工事は行われず、そのまま1985年（昭和60年）1月1日に正式に廃止となった。

## 駅構造
1面2線の島式ホームで、構内踏切を渡ってホーム端から出入りする構造であった。この他、側線1線を有していた。

### のりば
| 番線 | 路線      | 行先                                   |
| ---- | --------- | -------------------------------------- |
| 1    | ■上高地線 | 新島々・波田・新村・信濃荒井・松本方面 |
| 2    | ■上高地線 | 新島々・波田・新村・信濃荒井・松本方面 |

## 駅周辺

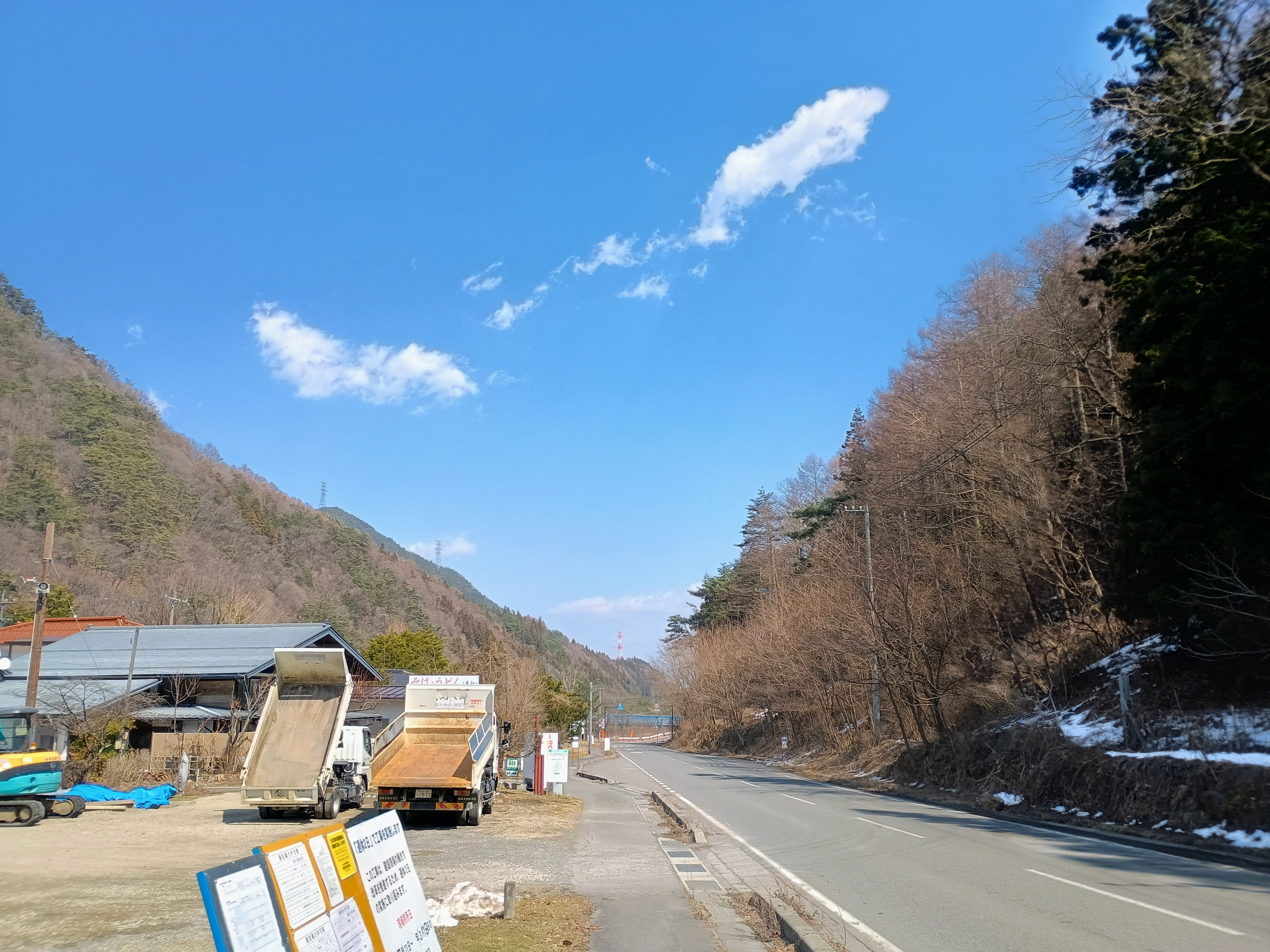
左の更地に駅舎とバスターミナル、右の道路にホームと線路があった。

- 安曇保健福祉センター
- 前渕集落
- 大野田の芝桜[8]
- 国道158号（野麦街道）
- 長野県道278号大野田梓橋停車場線
- アルピコ交通「前渕」停留所
- 新淵橋
- 梓川

## 駅跡
駅舎跡と駅前広場は更地となっている。
前淵集落入り口から廃線跡上に駅構内だった場所は国道が付け替えられ、島々駅ホームがあった場所は「前渕」停留所の西側道路上である。

### 廃止区間について
新島々駅以西の島々駅を含んだ廃止区間のうち数百メートルほどは留置線として使用されている。その先は車止めになっているがレールは盛土を突き出して数メートルで途切れている。
そこからは畦道となり上赤松集落内を通り近づいてくる国道158号や梓川と並走する。
御岳社の付近が廃止の原因になった土砂災害現場。
その先、築堤や橋が残されていたが梓川対岸を通る長野県道278号大野田梓橋停車場線バイパス道路の橋梁の建設に合わせてこれに伴い撤去された。
この近辺は梓川対岸の梓川地域の八景山地区とを結ぶ道路橋の建設が計画されている。

## 松本市 波田観光案内所

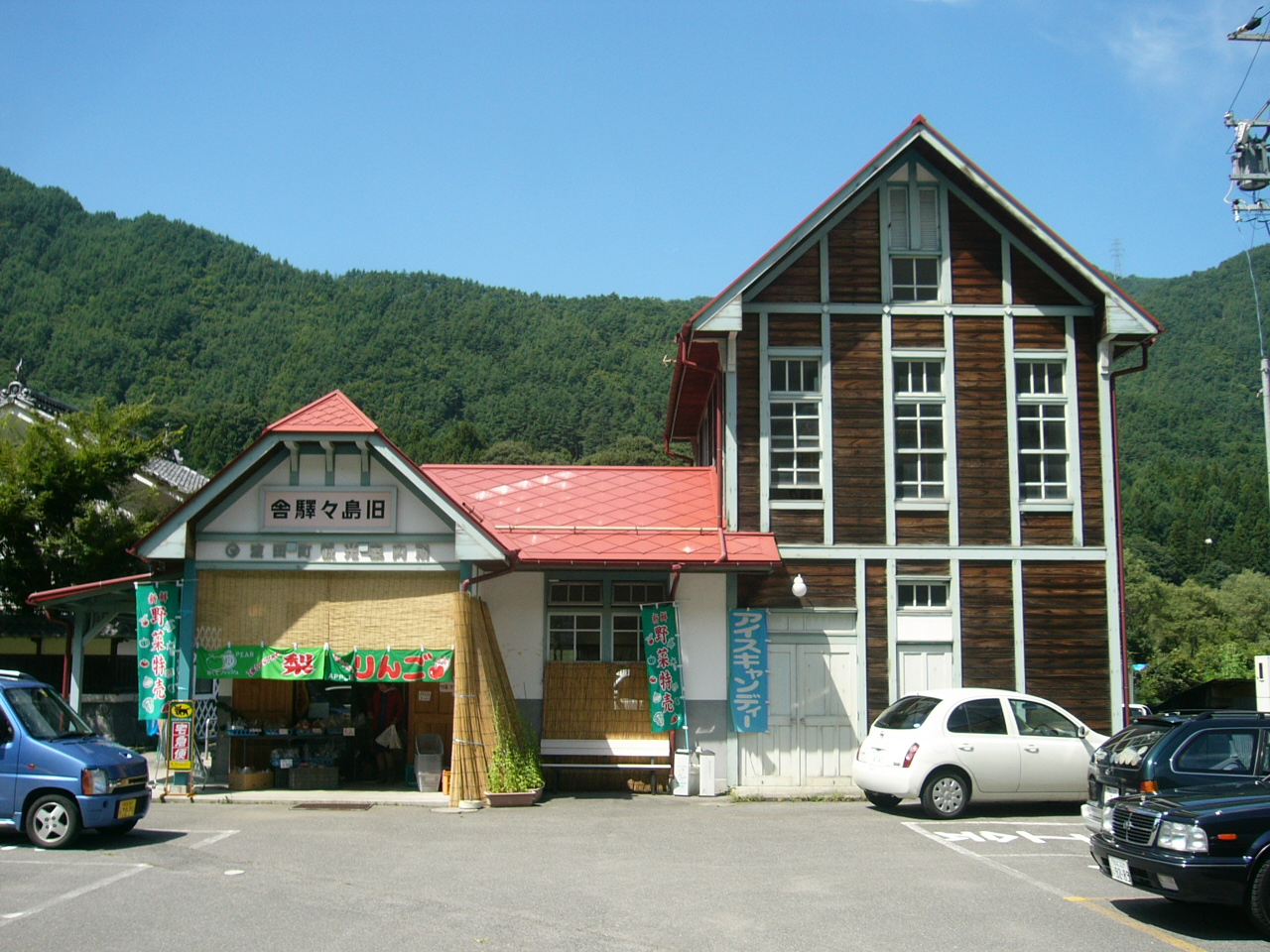
島々駅の駅舎を再現した松本市波田観光案内所（2006年）

登山者らから取り壊された島々駅の復元を望む声が強く、1991年（平成3年）に当時の波田町が、松本電鉄に保存されていた図面を基に3,500万円をかけて新島々駅向かいに波田町観光案内所として新築、出札口や待合室など当時のままに再現した。
旧駅舎を移設保存されたとする書籍や情報が散見されるが、前述の通り1988年（昭和63年）春に解体されたため、この建物は島々駅の復元建築である。復元にあたり駅舎の一部の建材は流用されている。
一階は観光案内所と特産物直売所として、二階はギャラリーまたは工芸品作業所として使用されていたが、2016年（平成28年）4月1日に供用廃止された。なお、当施設は冬季の営業を行っていなかったため、営業最終日は2015年（平成27年）秋頃であった。その後、建物はそのまま残されたが、民間入札もなく2022年（令和4年）に解体された。
駐車場は「新島々駅パークアンドライド駐車場」として使われている。

## 隣の駅
松本電気鉄道
上高地線
新島々駅 - 島々駅